# Caro bugiardo
Caro bugiardo (Dear Liar) è un’opera teatrale dello statunitense Jerome Kilty basata sulla corrispondenza tra l'attrice Mrs. Patrick Campbell (nata Beatrice Stella Tanner, 1865-1940) e il drammaturgo George Bernard Shaw.

## Genesi
Alla morte di Mrs. Patrick Campbell, avvenuta nel 1940, fu rinvenuta una cappelliera contenente la corrispondenza che la stessa aveva tenuto con George Bernard Shaw nei precedenti 40 anni. Kilty, che in quel periodo si trovava in Inghilterra in forza all’aviazione degli Stati Uniti, chiese a Shaw il permesso di ricavarne una commedia. Shaw negò il permesso, autorizzandone la pubblicazione solo dopo la propria morte, lasciando i proventi alle eredi della Campbell.

## Trama
In una scena spoglia, la commedia è una scelta delle lettere che George Bernard Shaw e Mrs. Patrick Campbell si sono scambiati tra il 1899 e il 1939, in un duetto-duello tra due forti personalità.

## Rappresentazioni
La prima di Dear Liar, in forma di lettura, è stata il 31 luglio 1957 al Kresge Auditorium presso il Massachusetts Institute of Technology di Cambridge (Massachusetts), interpreti lo stesso Kilty e sua moglie Cavada Humphrey.
La prima rappresentazione in forma scenica è stata il 3 marzo 1959 al Sombrero Playhouse di Phoenix, regia di Jerome Kilty, costumi di Cecil Beaton, con Katharine Cornell e Brian Aherne, poi in tournée negli Stati Uniti, quindi dal 17 marzo al 30 aprile 1960, per 52 repliche, al Billy Rose Theatre di New York.
La prima europea è stata il 5 ottobre 1959 al Renaissance Theater di Berlino, regia di Jerome Kilty, con Elisabeth Bergner e Otto Eduard Hasse.
In Francia Cher Menteur, nella traduzione di Jean Cocteau, è stato presentato il 5 ottobre 1960 al Théâtre Athénée di Parigi, regia di Jerome Kilty, con Pierre Brasseur e Maria Casarés.
La prima italiana di Caro bugiardo è stata il 21 marzo 1961 al Teatro Nuovo di Milano, nella traduzione di Carlo Cecchi, regia di Jerome Kilty, con Rina Morelli e Paolo Stoppa.

In questa versione è stata anche trasmessa dalla Rai in data 4 marzo 1963.

## Eleuterio e Sempre Tua
Nel 1966 Maurizio Jurgens, ispirandosi al successo teatrale di Caro bugiardo, scrisse 56 sketch trasmessi all'interno del programma radiofonico Gran varietà sino al 1974, per la regia di Federico Sanguigni. Interpreti ne erano Paolo Stoppa (Eleuterio) e Rina Morelli (Sempre Tua), una coppia della borghesia romana divisa tra i Parioli e Trastevere con continui battibecchi tra ironia e sottili crudeltà.
Uno sketch di circa 11 minuti è stato presentato anche in televisione nella nona puntata di Sabato sera (3 giugno 1967).